# Synagoge Argenau

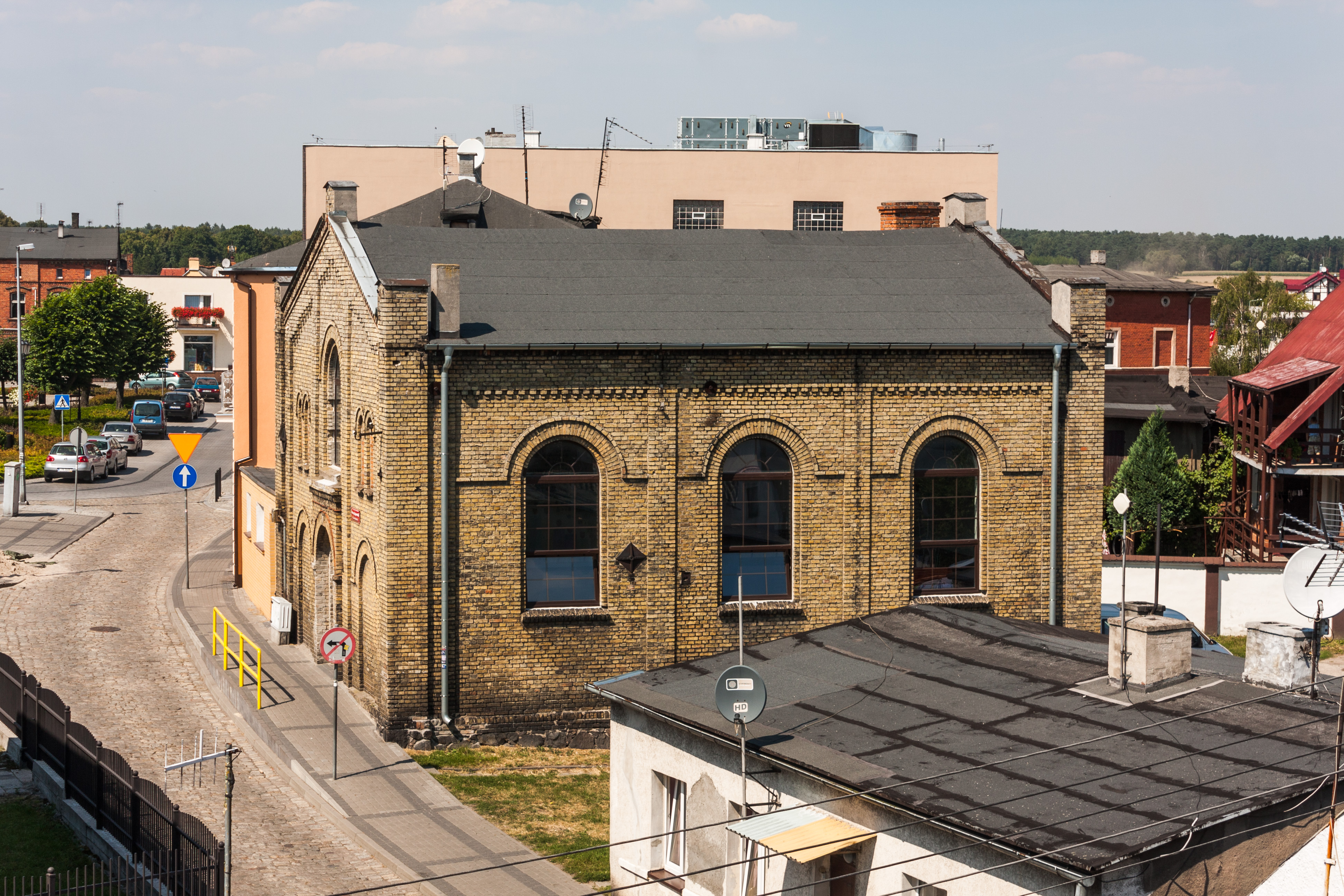
Rückseite der Synagoge in Argenau (2015)

Die Synagoge in Argenau (polnisch Gniewkowo), einer Stadt im Powiat Inowrocławski in der Woiwodschaft Kujawien-Pommern in Polen, wurde in den 1880er Jahren errichtet. Die profanierte Synagoge befindet sich an der Adresse ulicy Podgórnej 2.

## Geschichte
Ein erster Synagogenbau stammte von 1820, der heute noch vorhandene Nachfolgebau wurde in den 1880er Jahren errichtet. Er ist aus Ziegelsteinen erbaut und besitzt große Rundbogenfenster.